# 97식 경장갑차

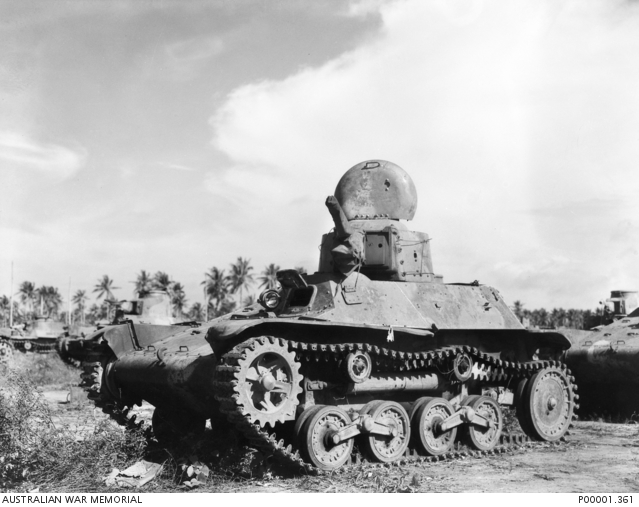

97식 경장갑차(Type 97 Te-Ke tankette, 일본어: 九七式軽装甲車 テケ)는 중일 전쟁 당시 소련에 대항하여 할힌골 전투에서, 그리고 제2차 세계 대전 당시 일본 제국 육군이 사용한 준전차이다. 고속 수색정찰 차량으로 설계되었으며 94식 경장갑차를 대체한다.
97식의 기원은 1936년 히노 자동차가 개발한 프로토타입 디젤 엔진 버전의 94식 경장갑차에 기반한다.